# Fryderyk Antoni Ulryk Waldeck-Pyrmont
Fryderyk Antoni Ulryk, książę Waldeck-Pyrmont (niem. Friedrich Anton Ulrich Fürst zu Waldeck und Pyrmont, 27 listopada 1676 - 1 stycznia 1728) – pierwszy panujący książę Waldeck-Pyrmont. Panował od 1712 do 1728.
Był synem Krystiana Ludwika hrabiego Waldeck i hrabiny Anny Elżbiety Rappoltstein. Dnia 6 stycznia 1716 cesarz Karol VI Habsburg podniósł go do rangi księcia Waldeck-Pyrmont

## Małżeństwo i dzieci
22 października 1700 w Hanau ożenił się z hrabiną Palatynatu Ludwika Zweibrücken-Birkenfeld, córką Christiana II Wittelsbacha księcia Palatynatu-Zweibrücken-Birkenfeld i hrabiny Katarzyny Agaty von Rappoltstein. Mieli pięciu synów i sześć córek:
- Christian Filip Waldeck-Pyrmont (13 października 1701 - 17 maja 1728)
- Fryderyka Waldeck-Pyrmont (10 listopada 1702 - 4 grudnia 1713)
- Henrietta Waldeck-Pyrmont (17 października 1703 - 29 sierpnia 1785)
- Karol August Waldeck-Pyrmont (24 września 1704 - 29 sierpnia 1763), ożenił się z hrabiną Christiną von Zweibrücken-Birkenfeld, miał dzieci
- Ernestyna Waldeck-Pyrmont (6 listopada 1705 - 26 maja 1782), żona Fryderyka Bernarda, hrabiego Palatynatu Birkenfeld-Gelnhausen, miała dzieci
- Ludwik Waldeck-Pyrmont (5 maja 1707 - 24 lipca 1739)
- Johann Waldeck-Pyrmont (9 czerwca 1708 - 30 listopada 1713)
- Sofie Waldeck-Pyrmont (4 stycznia 1711 - 10 sierpnia 1775), żona Fryderyka Augusta Vogelsang, nie miała dzieci
- Franziska Waldeck-Pyrmont (19 maja 1712 - 6 stycznia 1782)
- Luiza Waldeck-Pyrmont (12 czerwca 1714 - 17 marca 1794)
- Józef Waldeck-Pyrmont (14 sierpnia 1715 - 19 lutego 1719

## Linki zewnętrzne

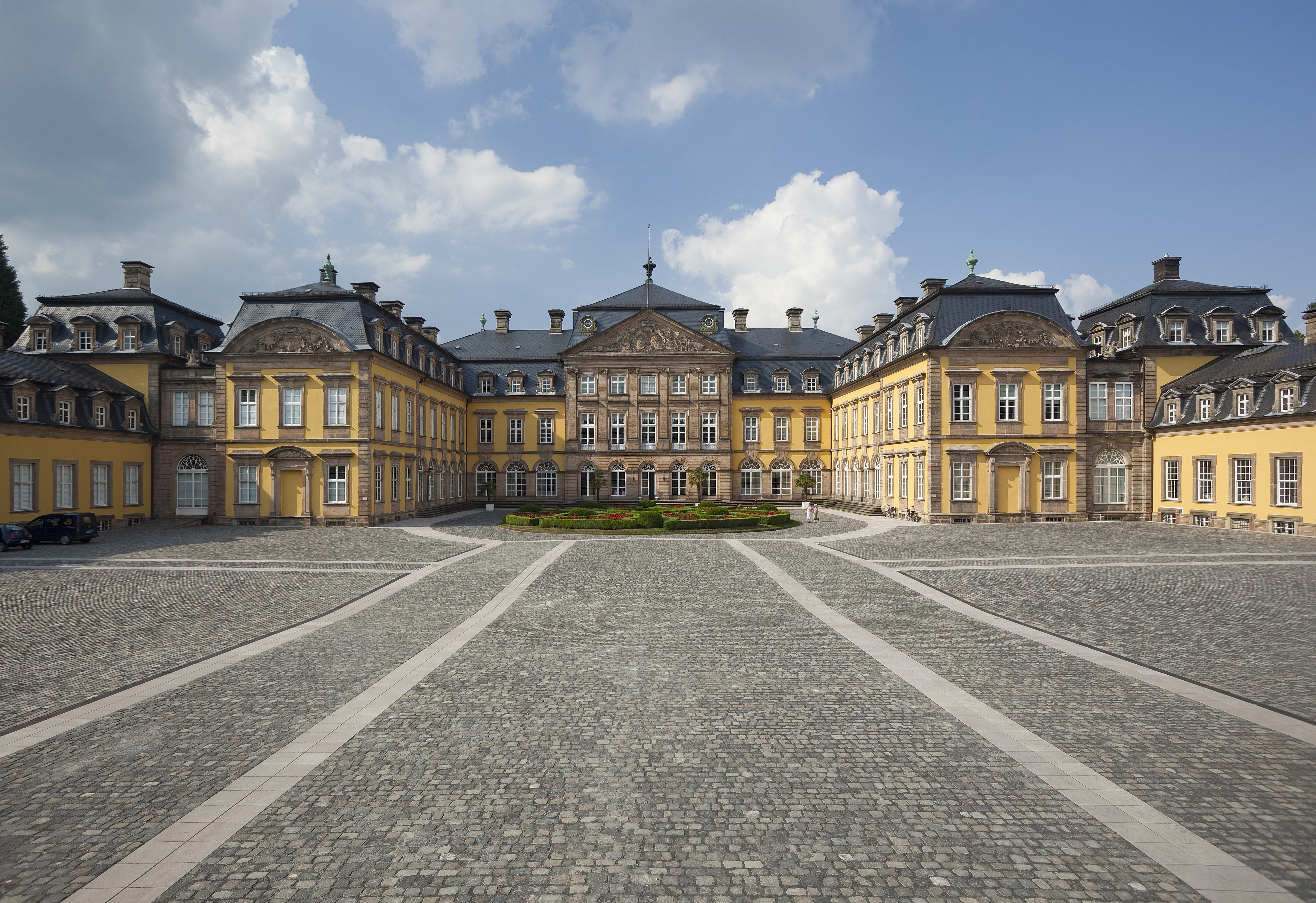
Pałac Arolsen